# Gerald Isaac Lobo
Gerald Isaac Lobo (ur. 12 listopada 1949 w Agrar) – indyjski duchowny katolicki, biskup diecezji Shimoga w latach 2000-2012, biskup Udupi od 2012.

## Życiorys
Po ukończeniu szkoły średniej wstąpił do międzydiecezjalnego seminarium duchownego w Mangaluru. Święcenia kapłańskie przyjął 5 maja 1977.

### Episkopat
3 grudnia 1999 roku został mianowany przez papieża Jana Pawła II biskupem diecezji Shimoga. 20 marca 2000 odbyła się jego sakra biskupia, której przewodniczył arcybiskup Bangalore, Ignatius Paul Pinto.
16 lipca 2012 Benedykt XVI przeniósł go na nowo utworzoną stolicę biskupią Udupi. Jego ingres do nowej diecezji odbył się 15 października tego samego roku.